# Crypsicometa particolor
Crypsicometa particolor är en fjärilsart som beskrevs av W. Warren 1896. Crypsicometa particolor ingår i släktet Crypsicometa och familjen mätare. Inga underarter finns listade i Catalogue of Life.